# Granulita
Las granulitas (del latín 'granulum', pequeño grano) son rocas metamórficas que han sufrido durante su metamorfismo unas elevadas temperaturas. Debido a ello, presentan una textura granoblástica, esto es, que los minerales cristalizados que contiene poseen todos un tamaño apreciable y homogéneo. Son de gran interés en geología debido a que uno de sus lugares de aparición son las dorsales oceánicas.

## Naturaleza
Puesto que se trata de una roca metamórfica, su composición mineralógica varía dependiendo de las condiciones de temperatura y presión sufridas durante el metamorfismo. Un tipo común de granulita de elevado metamorfismo contiene piroxeno (ortopiroxeno y clinopiroxeno), plagioclasa (cálcica), feldespato y otros componentes, como óxidos, y, posiblemente, anfíboles. Tanto los clinopiroxenos como los ortopiroxenos conforman la roca; de hecho, la facies granulítica se define por la coexistencia de estos dos tipos de minerales.
Estructural y químicamente, las granulitas son parecidas a los gneis, aunque estos últimos poseen un tamaño de grano menor y suelen poseer una foliación más burda. Ambos tipos son frecuentemente granatíferos. 
Sus cristales, individualizados y bien definidos, pueden poseer bordes irregulares; lo más común es que existan cristales de mayor tamaño engarzados en una matriz de otros menores. Este fenómeno es especialmente común cuando los minerales predominantes son el feldespato y el cuarzo. La mica –ya sea la negra, biotita, o la blanca, moscovita– forma cristales de estructura más irregular; su abundancia es variable, aunque siempre está presente.
En el rift de las dorsales oceánicas, la biotita puede desintegrarse debido a las altas temperaturas hasta ortopiroxeno, feldespato potásico y agua, produciéndose una granulita. Otros minerales que podrían dar lugar a esta roca incluyen a la espinela, sillimanita y osumilita.

## Granulitas peculiares
Debido a la presencia de los minerales antes citados, lo común es que las granulitas posean un carácter ácido (fundamentalmente debido a los minerales leucocratos como el cuarzo). No obstante, hay granulitas alcalinas, descritas en Sajonia, India y en Escocia. En este caso, su composición consta de piroxenos, plagioclasas, mica y feldespatos, pero los procesos geológicos que determinan esta peculiar característica no están aún claros.
Las granulitas de Sajonia son fundamentalmente ígneas, con una composición semejante a la de los granitos y pórfidos. No obstante, muchas granulitas proceden de rocas sedimentarias, como las areniscas, lo cual las dota de gran diversidad. Buena parte de las Tierras Altas escocesas están formadas por paragranulitas de este tipo; son denominadas gneises de Moine.